# Паолоцци, Эдуардо
Сэр Эдуардо Луиджи Паолоцци (итал. sire Eduardo Luigi Paolozzi, английский: [paʊˈlɒtsi], итальянский: [paoˈlɔttsi]; 7 марта 1924, Лит, Эдинбург, Шотландия — 22 апреля 2005, Лондон, Англия) — шотландский скульптор и художник-график, известный представитель британского поп-арта. Один из создателей послевоенного скульптурного  направления геометрия страха.

## Жизнь и творчество
Эдуардо Паолоцци родился 7 марта 1924 года в Лите, Шотландия, в семье итальянских эмигрантов.
В самом начале Второй мировой войны был интернирован как «враждебный иностранец». В 1943 году учился в эдинбургском Колледже искусств, в 1944—1947 годах изучает живопись в Школе изящных искусств Слэйда при Университетском колледже Лондона.
В 1952 году художник участвует в деятельности движения «Независимая группа» (англ. Independent Group), объединяющего молодых художников, работающих в стиле поп-арт. Эдуардо Паолоцци живёт попеременно в Париже и Лондоне. В 1955—1958 годах он изучает скульптуру в лондонской Школе искусств Сент-Мартина. Кроме скульптуры, увлекается также керамикой, мозаичными работами.
Эдуардо Паолоцци занимается также преподавательской деятельностью — в 1960—1962 годах — профессор в гамбургском Университете изящных искусств, в 1968 году — в Калифорнийском университете в Беркли, затем в Королевском колледже искусств в Лондоне, в 1977 году возглавляет кафедру художественной керамики в Университете прикладных искусств Кёльна, с 1981 по 1989 год, до своего эмеритирования, — профессор в Мюнхенской академии изобразительных искусств.
Эдуардо Паолоцци участвовал в многочисленных художественных выставках, в том числе в выставках современного искусства документа 2, 3, 4 и 6 (соответственно в 1959, 1964, 1968 и 1977 годах) в немецком городе Кассель.
Умер 22 апреля 2005 года в Лондоне, Англия.

## Награды и звания
Э. Л. Паолоцци был в 1968 году награждён орденом Британской империи (коммандор). В 1989 году был возведён в рыцари-бакалавры королевой Елизаветой ІІ.
С 1979 года Э. Л. Паолоцци — член Королевской Академии художеств. В 1986 году ему присвоено почётное звание Её Королевского величества Скульптора Шотландии.